# Niko Galešić
Niko Galešić (Berlino, 26 marzo 2001) è un calciatore croato, difensore della Dinamo Zagabria.

## Carriera

### Club
Nato a Berlino in una famiglia di origini croate, si forma calcisticamente nel settore giovanile del Rijeka. Esordisce in prima squadra il 25 luglio 2020, in occasione dell'incontro di campionato vinto per 4-2 contro l'Istria 1961.

### Nazionale
Ha giocato nelle nazionali giovanili croate Under-19 ed Under-20.
Nel 2023 è stato convocato per partecipare agli Europei Under-21.

## Statistiche

### Presenze e reti nei club
Statistiche aggiornate al 15 settembre 2022.
| Stagione        | Squadra              | Campionato      | Campionato | Campionato | Coppe nazionali | Coppe nazionali | Coppe nazionali | Coppe continentali | Coppe continentali | Coppe continentali | Altre coppe | Altre coppe | Altre coppe | Totale | Totale |
| Stagione        | Squadra              | Comp            | Pres       | Reti       | Comp            | Pres            | Reti            | Comp               | Pres               | Reti               | Comp        | Pres        | Reti        | Pres   | Reti   |
| --------------- | -------------------- | --------------- | ---------- | ---------- | --------------- | --------------- | --------------- | ------------------ | ------------------ | ------------------ | ----------- | ----------- | ----------- | ------ | ------ |
| 2019-2020       | Rijeka               | 1.HNL           | 1          | 0          | CC              | -               | -               | UEL                | -                  | -                  |             | -           | -           | 1      | 0      |
| 2020-2021       | Rijeka               | 1.HNL           | 8          | 0          | CC              | 0               | 0               | UEL                | 0                  | 0                  |             | -           | -           | 8      | 0      |
| 2021-gen. 2022  | Rijeka               | 1.HNL           | 3          | 0          | CC              | 0               | 0               | UECL               | 2                  | 0                  |             | -           | -           | 5      | 0      |
| gen.-giu. 2022  | Hrvatski Dragovoljac | 1.HNL           | 15         | 2          | CC              | -               | -               |                    | -                  | -                  |             | -           | -           | 15     | 2      |
| 2022-2023       | Rijeka               | 1.HNL           | 5          | 0          | CC              | 0               | 0               | UECL               | 0                  | 0                  |             | -           | -           | 5      | 0      |
| Totale carriera | Totale carriera      | Totale carriera | 32         | 2          |                 | 0               | 0               |                    | 2                  | 0                  |             | -           | -           | 34     | 2      |